# Марцинув (гміна Задзім)
Марцинув (пол. Marcinów) — село в Польщі, у гміні Задзім Поддембицького повіту Лодзинського воєводства.
Населення — 143 особи (2011).
У 1975-1998 роках село належало до Серадзького воєводства.

## Демографія
Демографічна структура станом на 31 березня 2011 року:
|          | Загалом | Допрацездатний вік | Працездатний вік | Постпрацездатний вік |
| -------- | ------- | ------------------ | ---------------- | -------------------- |
| Чоловіки | 73      | 12                 | 52               | 9                    |
| Жінки    | 70      | 17                 | 32               | 21                   |
| Разом    | 143     | 29                 | 84               | 30                   |